# Антоніо Бандерас
Хосе Антоніо Домінгес Бандера (ісп. José Antonio Domínguez Bandera, нар. 10 серпня 1960, Малага, Іспанія), сценічний псевдонім Антоніо Бандерас (Antonio Banderas), — іспанський актор, кінорежисер, продюсер та співак. Постійно працює в Голлівуді.
П'ятиразовий номінант на премії «Золотий глобус» і «Гоя», дворазовий номінант на телевізійну премію «Еммі». За роль кінорежисера у творчій кризі в драмі Педро Альмодовара «Біль і слава» (2019) був нагороджений призом за найкращу чоловічу роль Каннського кінофестивалю та номінований на премію «Оскар».

## Життєпис
Мати Бандераса була вчителькою, батько — поліціянтом. До 14 років Антоніо мріяв стати професійним футболістом і серйозно займався цим видом спорту, доки не зламав ногу. Відвідував театр-школу Teatro-Escuela ARA і Школу драматичного мистецтва в Малазі, брав участь у постановках молодіжного театру Малаги й у складі трупи об'їздив усю Іспанію.

### Кар'єра в Іспанії
Коли мав 19 років, переїхав до Мадрида, де виступав у маленьких театрах. На нього звернув увагу відомий режисер Педро Альмодовар, який запросив Бандераса знятись у фільмі «Лабіринт бажань» (Laberinto de pasiones, 1982). Молодий актор справив враження на режисера, і він почав доручати Антоніо головні ролі.
У роботах метра іспанського кіно Бандерас ставав то дивним провидцем, готовим взяти на себе злочини свого вчителя («Матадор», 1986), то пристрасним героєм, мрією жінок («Закон бажання», 1987), то напівбожевільним юнаком, який мало не силою добивається кохання викраденої ним порнозірки («Зв'яжи мене!», 1989).
Альмодовар разом з Антоніо Бандерасом зробив п'ять фільмів, причому фільм «Жінки на межі нервового зриву» (1988) був номінований на премію «Оскар» як найкращий фільм іноземною мовою. В іспанських картинах персонажі актора часто були позбавлені моральних критеріїв («Батон Руж», 1988, Рафаеля Молеона) і зраджували власне кохання («Стріляй!», 1993, Карлоса Саури).

### Кар'єра в Голлівуді
1991 року він з'явився на зйомках документального фільму з концертного туру Мадонни (Madonna: Truth or Dare). У фільмі Мадонна каже, що хоче спокусити Бандераса, хоча вона знає, що він одружений. Бандерас вирішив пробивати собі дорогу за межами іспанського кінематографу.
Перебравшись до США, Бандерас зрозумів, що його статус зірки в Іспанії для Голлівуду не має значення, тому стартував другорядною роллю у стрічці «Королі мамбо» (1992) з Армандом Ассанте — першому фільмі, що здобув деяку популярність в інших країнах. У 1993 привернув до себе увагу американських глядачів, зігравши гомосексуала—коханця ВІЛ-інфікованого адвоката в оскароносній стрічці «Філадельфія» з Томом Генксом, а у 1994-му майже затьмарив суперзірок Тома Круза та Бреда Пітта в «Інтерв'ю з вампіром» Ніла Джордана, де перевтілився в демонічного красеня Арманда.

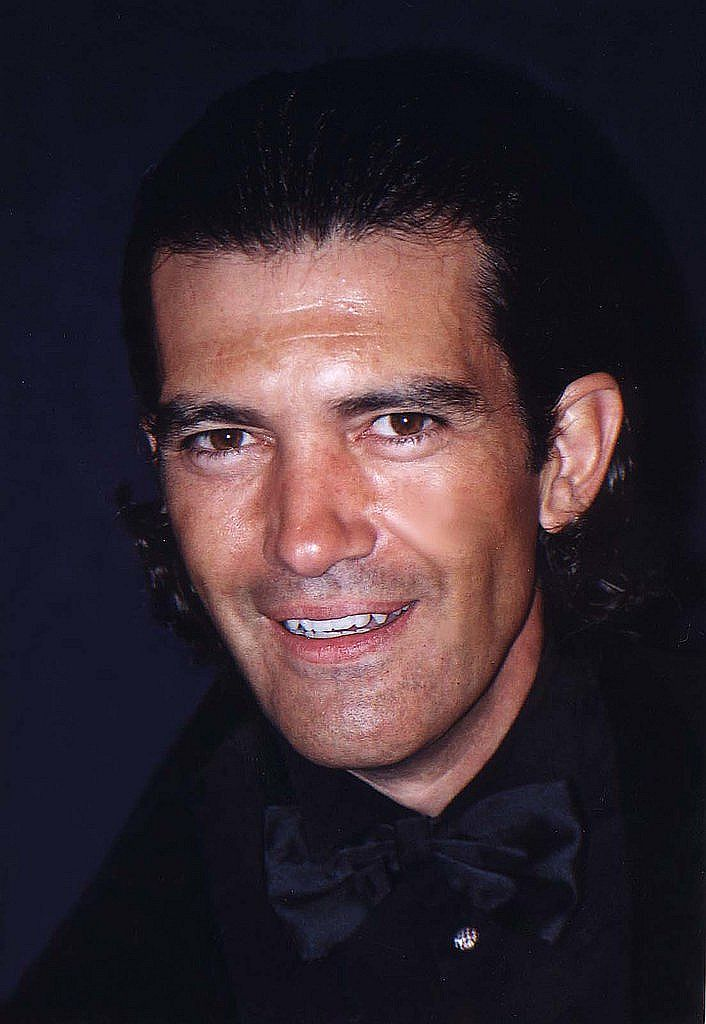
У 1997 році

Наступного року Антоніо перетворився на нову зірку «екшн», знявшись у голлівудських бойовиках «Відчайдушний» (1995) Роберта Родріґеса та «Убивці» (1995) Річарда Доннера з Сильвестром Сталлоне. Намагаючись випробувати себе в різних жанрах, Бандерас знявся у трилері «Ніколи не розмовляй з незнайомцями» (1995) з Ребеккою Де Морней, комедії «Двоє — це занадто» (1996) з Мелані Гріффіт. У 1996 році він знявся разом із Мадонною у фільмі «Евіта», адаптації мюзиклу Ендрю Ллойда Веббера і Тіма Райса, в якому він грав оповідача Че. З того часу він став бажаним гостем у високобюджетних постановках, таких як «Маска Зорро» (1998) Мартіна Кембела.
2001 року він знявся у кінотрилогії «Діти шпигунів» режисера Роберта Родрігеса. Цього ж року він разом з Анджеліною Джолі також знявся у фільмі Майкла Крістофера «Спокуса». У 2002 році з Ребекою Ромейн у фільмі «Фатальна жінка» режисера Браяна Де Пальма та біографічній драмі «Фріда» із Сальмою Гаєк режисера Джулі Теймор.
У 2017 році повернувся на батьківщину в Малагу, створив там театр Soho, де грав в мюзиклі A Chorus Line. Крім того, володіє значною нерухомістю на морському узбережжі, відкрив кілька ресторанів, продюсерську компанію, та інвестиційну компанію Glassmore Investments.
У 2024 році вийшов фільм «Пригоди Паддінгтона в Перу», в якій Бандерас зіграв роль шукача скарбів. Також того ж року актор виконав роль театрального режисера, чоловіка героїні Ніколь Кідман, в еротичному трилері «Хороша погана дівчинка».

### Театр

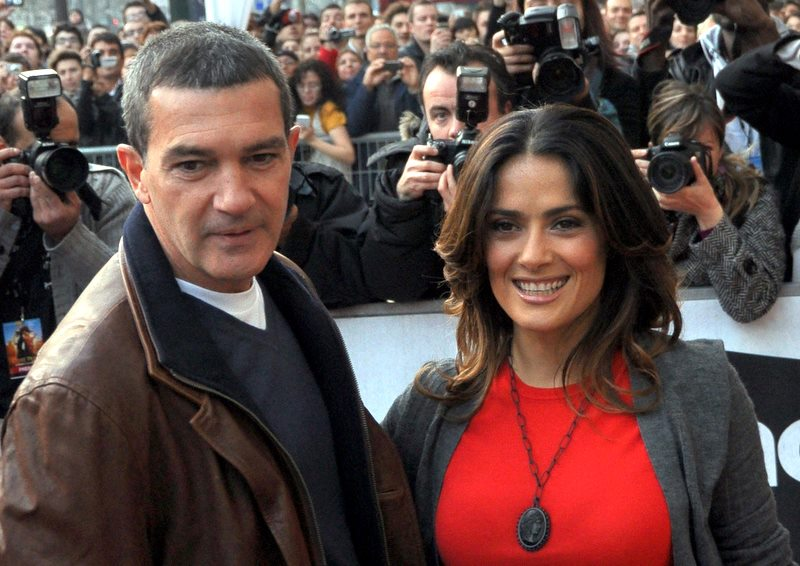
Антоніо Бандерас та Сальма Гаєк на прем'єрі мультфільму «Кіт у чоботях» у Парижі, 2011 рік.

З 1976 року грав на сцені в різноманітних виставах в Іспанії.
У 1998 році взяв участь у шоу Ендрю Ллойда Веббера: Святкування Королівського Альберт-Холу на честь 50-річчя композитора Ендрю Ллойда Веббера, де виконав твір із «Привида опери» разом із сопрано Сарою Брайтман.
У 2003 році дебютував на Бродвеї у мюзиклі «Дев'ять», за який був номінований на премію «Тоні».
У квітні 2018 року зачитав уривки з Євангелій в опері Passio Christi композитора Марко Фрізіни, прем'єра якої відбулася в Театрі Сервантеса в Малазі.
У 2019 поставив мюзикл A Chorus Line у Театро дель Сохо в Малазі, який йшов на сцені до 2022 року.

### Особисте життя
У далекому 1988 році актор одружився з іспанською акторкою Ані Лесі. Шлюб здавався навколишнім міцним і щасливим, поки в 1995 році раптово не з'явились новини про розлучення .Причина — роман Антоніо з колегою по фільму «Двоє — це занадто» Мелані Гріффіт, яка теж на момент зустрічі була у стосунках з Доном Джонсоном і навіть народила від нього дочку Дакоту. Весілля Мелані і Антоніо відбулося в 1996 році, тоді ж народилася Стелла дель Кармен. У 2014 Мелані подала на розлучення через зраду чоловіка з акторкою Наталі Берн.
З 2015 року у стосунках із голландською фінансисткою Ніколь Кемпелен, яка молодша за актора на 21 рік.

## Погляди
З дитинства Антоніо брав участь у святкуваннях під час Страсного тижня у Малазі і продовжив цю традицію, коли був знаменитим актором. У 2011 році був проповідником на відкритті святкувань Страсного тижня. Він створив текст маршу Lágrimas de San Juan Абеля Морено, який став Гімном Богородиці Lágrimas y Favores, а у 2011 році разом із композитором Хуаном Мануелем Паррасом написав марш Cuatro Estampas for a Virgin.
Зі слів актора, після періоду охолодження до віри Бандерас знов наблизився до церкви після важкої хвороби брата. У той же час в деяких інтерв'ю називає себе агностиком.

## Фільмографія

### Актор
| Рік       |    | Українська назва                             | Оригінальна назва                                  | Роль                            |
| --------- | -- | -------------------------------------------- | -------------------------------------------------- | ------------------------------- |
| 1982      | ф  | Штучні вії                                   | Pestacas postizas                                  | Антоніо Хуан                    |
| 1982      | ф  | Лабіринт бажань                              | Laberinto de pasiones                              | Садек                           |
| 1983      | тф | Беніто                                       | Benito                                             | Беніто Муссоліні                |
| 1983      | ф  | І страхування… Господь врятує нас!           | Y del seguro… líbranos Señor!                      | епізодична роль                 |
| 1984      | ф  | У справі Альмерії                            | El caso Almería                                    |                                 |
| 1984      | ф  | Сеньйор Галіндез                             | El señor Galíndez                                  | Едуардо                         |
| 1984      | ф  |                                              | Los zancos                                         | Альберто                        |
| 1985      | ф  |                                              | Réquiem por un campesino español                   | Пако                            |
| 1985      | ф  | Двір фараона                                 | La corte de Faraón                                 | Монах Хосе                      |
| 1985      | ф  | Справа закрита                               | Caso cerrado                                       | Ув'язнений                      |
| 1986      | ф  | Матадор                                      | Matador                                            | Анхель                          |
| 1986      | ф  | Головоломка                                  | Puzzle                                             | Андрес                          |
| 1986      | ф  | 27 годин                                     | 27 horas                                           | Рафа                            |
| 1986      | ф  | Манія любові                                 | Delirios de amor                                   |                                 |
| 1987      | ф  | Закон бажання                                | La ley del deseo                                   | Антоніо Бенітес                 |
| 1987      | ф  | Якими вони були                              | Así como habían sido                               | Даміан                          |
| 1988      | ф  | Жінки на межі нервового зриву                | Mujeres al borde de un ataque de nervios           | Карлос                          |
| 1988      | ф  | Задоволення вбивати                          | El placer de matar                                 | Луіс                            |
| 1988      | ф  | Потрійний злочин                             | Baton rouge                                        | Антоніо                         |
| 1990      | ф  | Жінка у вашому житті: щаслива жінка          | La mujer de tu vida: La mujer feliz                | Антоніо Лопес                   |
| 1989      | ф  | Спуститися за покупками                      | Bajarse al moro                                    | Альберто                        |
| 1989      | ф  |                                              | Si te dicen que caí                                | Маркос                          |
| 1989      | ф  | Білий голуб                                  | La blanca paloma                                   | Маріо                           |
| 1989      | ф  |                                              | Hasta Luego Tenis                                  | Джейк Спайсер                   |
| 1989      | ф  | Діяти                                        | El acto                                            | Карлос                          |
| 1990      | ф  | Зв'яжи мене!                                 | ¡Átame!                                            | Рікі                            |
| 1990      | ф  | Проти вітру                                  | Contra el viento                                   | Хуан                            |
| 1991      | ф  | Нова земля                                   | Terra Nova                                         | Антоніо                         |
| 1992      | ф  | Жінка під дощем                              | Una mujer bajo la lluvia                           | Мігель                          |
| 1992      | ф  | Королі Мамбо                                 | The Mambo Kings                                    | Нестор Кастільо                 |
| 1993      | ф  | Стріляй!                                     | ¡Dispara!                                          | Маркос                          |
| 1993      | ф  |                                              | Das Geisterhaus                                    | Педро Терсеро Гарсія            |
| 1993      | ф  | Філадельфія                                  | Philadelphia                                       | Мігель Альварес                 |
| 1994      | ф  | Про любов і тінь                             | Of Love and Shadows                                | Франциско                       |
| 1994      | ф  | Інтерв'ю з вампіром: хроніка життя вампіра   | Interview with the Vampire: The Vampire Chronicles | Арманд                          |
| 1995      | ф  | Рапсодія Маямі                               | Miami Rhapsody                                     | Антоніо                         |
| 1995      | ф  | Відчайдушний                                 | Desperado                                          | Ель Маріачі                     |
| 1995      | ф  | Чотири кімнати                               | Four Rooms                                         | чоловік                         |
| 1995      | ф  | Убивці                                       | Assassins                                          | Мігель Бейн                     |
| 1995      | ф  | Ніколи не розмовляй з незнайомцями           | Never Talk to Strangers                            | Тоні Рамірес                    |
| 1995      | ф  | Двоє — це занадто                            | Two Much                                           | Арт                             |
| 1996      | ф  | Евіта                                        | Evita                                              | Че                              |
| 1998      | ф  | Маска Зорро                                  | The Mask of Zorro                                  | Алехандро Мерріета, Зорро       |
| 1998—2002 | с  | Цілком таємно                                | The X-Files                                        | Грабіжник                       |
| 1999      | ф  | 13-й воїн                                    | The 13th Warrior                                   | Ахмед Ібн Фахдлан               |
| 1999      | ф  | Хлопець з Білої річки                        | The White River Kid                                | Моралес Пітман                  |
| 1999      | ф  | Бий в кістку                                 | Play It to the Bone                                | Сезар Домінгес                  |
| 2001      | ф  | Тіло                                         | The Body                                           | Батько Метт Гутьєррес           |
| 2001      | ф  | Діти шпигунів                                | Spy Kids                                           | Грегоріо Кортес                 |
| 2001      | ф  | Спокуса                                      | Original Sin                                       | Луіс Антоніо Варгас             |
| 2002      | ф  | Фатальна жінка                               | Femme Fatale                                       | Ніколя Бардо                    |
| 2002      | ф  | Діти Шпигунів 2: Острів загублених мрій      | Spy Kids 2: Island of Lost Dreams                  | Грегоріо Кортес                 |
| 2002      | ф  | Фріда                                        | Frida                                              | Давид Альфаро Сікейроса         |
| 2002      | ф  | Балістик: Екс проти Сівер                    | Ballistic: Ecks vs.Sever                           | Єремія Екс                      |
| 2003      | ф  | Діти шпигунів-3D: Кінець гри                 | Spy Kids 3-D: Game Over                            | Грегоріо Кортес                 |
| 2003      | ф  | Одного разу в Мексиці                        | Once Upon a Time in Mexico                         | Ель Маріачі                     |
| 2003      | ф  | Мріючи про Аргентину                         | Imagining Argentina                                | Карлос Руеда                    |
| 2003      | тф |                                              | And Starring Pancho Villa as Himself               | Панчо Вілья                     |
| 2004      | мф | Шрек 2                                       | Shrek 2                                            | Кіт у чоботях                   |
| 2005      | ф  | Легенда Зорро                                | The Legend of Zorro                                | Дон Алехандро де ла Вега, Зорро |
| 2006      | ф  | Тримай ритм                                  | Take the Lead                                      | П'єр Далейн                     |
| 2006      | ф  | Прикордонне містечко                         | Bordertown                                         | Альфонсо Діаз                   |
| 2007      | мф | Шрек III                                     | Shrek the Third                                    | Кіт у чоботях                   |
| 2007      | мф | Шрек: Різдво                                 | Shrek the Halls                                    | Кіт у чоботях                   |
| 2008      | ф  | Новий хлопець моєї мами                      | My Mom's New Boyfriend                             | Томмі Лусеро                    |
| 2008      | ф  | Інший чоловік                                | The Other Man                                      | Ральф                           |
| 2009      | ф  | Код                                          | The Code                                           | Габріель Мартін                 |
| 2010      | мф | Шрек назавжди                                | Shrek Forever After                                | Кіт у чоботях                   |
| 2010      | ф  | Великий вибух                                | The Big Bang                                       | Нед Круз                        |
| 2010      | ф  | Ви зустрінетесь з високим темним незнайомцем | You Will Meet a Tall Dark Stranger                 | Ґреґ Клементе                   |
| 2010      | ф  | Далі                                         | Dali                                               | Сальвадор Далі                  |
| 2011      | ф  | Нокаут                                       | Knockout                                           | Родріго                         |
| 2011      | мф | Кіт у Чоботях                                | Puss in Boots                                      | Кіт у чоботях                   |
| 2011      | ф  | Чорне золото                                 | Or noir                                            | Емір Несіб                      |
| 2011      | ф  | Шкіра, в якій я живу                         | La piel que habito                                 | доктор Ледгард                  |
| 2012      | ф  | Рубі Спаркс                                  | Ruby Sparks                                        | Морт                            |
| 2012      | ф  | Нокаут                                       | Haywire                                            | Родріго                         |
| 2013      | ф  | Я дуже збуджений                             | Los amantes pasajeros                              | Леон                            |
| 2013      | ф  | Джастін і лицарі доблесті                    | Justin and the Knights of Valour                   | сер Клорекс(голос)              |
| 2014      | ф  | Страховик                                    | Autómata                                           | Джек                            |
| 2014      | ф  | Нестримні 3                                  | The Expendables 3                                  | Гальго                          |
| 2015      | ф  | 33                                           | The 33                                             | Маріо Сепульведа                |
| 2016      | ф  | Альтаміра                                    | Altamira                                           | Марселіно Санс де Саутуола      |
| 2017      | ф  | Чорний метелик                               | Black Butterfly                                    | Пол Лопес                       |
| 2017      | ф  | Гульвіса                                     | Gun Shy                                            | Турк                            |
| 2017      | ф  | Сек'юриті                                    | Security                                           | Едді Дікон                      |
| 2017      | ф  | Обітниця мовчання                            | Act of Vengeance                                   | Френк Валера                    |
| 2017      | ф  | Ланцюговий пес                               | Bullet Head                                        | Блу                             |
| 2017      | ф  |                                              | The Music of Silence                               | Маестро                         |
| 2018      | ф  | За межею реальності                          | За гранью реальности                               | Гордон                          |
| 2018      | ф  | Життя, яке воно є                            | Life Itself                                        | містер Саччоне                  |
| 2019      | ф  | Біль та слава                                | Dolor y gloria                                     | Сальвадор Майо                  |
| 2019      | ф  |                                              | The Laundromat                                     | Рамон Фонсека Мора              |
| 2020      | ф  | Дулітл                                       | Dolittle                                           | король Рассулі                  |
| 2021      | ф  | Тілоохоронець дружини кілера                 | The Hitman's Wife's Bodyguard                      | Арістотель Пападопулос          |
| 2021      | ф  | Офіційний конкурс                            | Official Competition                               | Фелікс Ріверо                   |
| 2022      | ф  | Uncharted: Незвідане                         | Uncharted                                          | Сантьяго Монкада                |
| 2022      | мф | Кіт у чоботях 2: Останнє бажання             | Puss in Boots: The Last Wish                       | Кіт у чоботях                   |
| 2023      | ф  | Індіана Джонс і реліквія долі                | Indiana Jones and the Dial of Destiny              | Ренальдо                        |
| 2024      | ф  | Хороша погана дівчинка                       | Babygirl                                           | Джейкоб                         |

### Продюсер
| Рік  | Назва                     | Оригінальна назва                | IMDb |
| ---- | ------------------------- | -------------------------------- | ---- |
| 2013 | Джастін і лицарі доблесті | Justin and the Knights of Valour | 6.0  |
| 2010 | День перерви              | Día roto                         |      |
| 2009 | Леді і Жнець              | La dama y la muerte              | 7.4  |
| 2008 | Зникла рись               | El lince perdido                 | 5.7  |
| 2008 | Через три дні             | Tres días                        | 6.2  |
| 2006 | Літній дощ                | El camino de los ingleses        | 5.5  |
| 1999 | Хлопець з Білої річки     | The White River Kid              | 4.5  |

### Режисер
| Рік  | Назва            | Оригінальна назва         | IMDb |
| ---- | ---------------- | ------------------------- | ---- |
| 2006 | Літній дощ       | El camino de los ingleses | 5.5  |
| 1999 | Жінка без правил | Crazy in Alabama          | 5.7  |

## Нагороди
Триразовий володар премії «Fotogramas de plata» за найкращу чоловічу роль (1985, 1987, 1990 роки). Володар каталонської кінематографічної «Кінопремії Святого Юра» (Premios Sant Jordi de Cine) — 1987 рік. Володар премії «Європейський кіноприз» (European Film Awards) — 1987 (1998 рік). Лауреат премії «Premio Donostia» (Міжнародний кінофестиваль у Сан-Себастьяні) — 2008 рік.